# Swainsonia fissurata
Swainsonia fissurata là một loài ốc biển, là động vật thân mềm chân bụng sống ở biển trong họ Mitridae, họ ốc méo miệng.

## Mô tả
Kích thước vỏ dao động từ 21 mm đến 65 mm.

## Phân bố
Loài này sinh sống ở Biển Đỏ và Ấn Độ Dương ngoài khơi Đông Phi và lưu vực Mascarene.